# Colours (Adam F)
| Recensione | Giudizio |
| ---------- | -------- |
| AllMusic   | [ 1 ]    |

Colours è il primo album in studio del disc jockey e produttore discografico inglese Adam F. Nel 1998 vinse il premio MOBO come miglior album dell'anno.

## Lista delle tracce
1. Intro – 1:03
2. 73 – 1:28
3. Metropolis – 6:31
4. Music In My Mind – 5:18
5. Jaxx – 5:08
6. Mother Earth – 5:03
7. The Tree Knows Everything – 4:27
8. Circles – 7:14
9. Dirty Harry – 6:49
10. F Jam – 5:52
11. Aromatherapy – 7:03

## Formazione
- Adam F:[2], Akai S1000, Yamaha SPX90, Roland VP-330, Kurzwell K2000, Atari 1040STE running Notator, mixing desk, compressore, campionamenti da CDs e percussioni;
- Damon Brown: tromba
- Peter Shrubshall: flauto, sassofono
- Dave Ital: chitarra elettrica
- Greg Lester: chitarra elettrica
- Nick Cohen: basso elettrico
- Jeremy Stacey: batteria
- Spry: percussioni
- Goldie: voce (in Metropolis)
- Tracey Thorn: voce (in The Tree Knows Everything)
- MC Conrad: voce (in F-Jam)